# 凹头叩甲
凹头叩甲（学名：Ceropectus messi），叩甲科（叩头虫科）凹头叩甲属的模式种，分布于中国南方及越南等地，模式产地为中国广东省。
本种2023年被收录入中国《有重要生态、科学、社会价值的陆生野生动物名录》。

## 形态特征
体长20—31毫米。身体呈黑色；鞘翅为黄色，具有白色或黄色绒毛。雄性触角呈栉齿状，雌性触角呈锯齿状。